# Bloomfield (condado de Walworth, Wisconsin)
Bloomfield es un pueblo ubicado en el condado de Walworth en el estado estadounidense de Wisconsin. En el Censo de 2010 tenía una población de 6.278 habitantes y una densidad poblacional de 72,74 personas por km².

## Geografía
Bloomfield se encuentra ubicado en las coordenadas 42°32′22″N 88°21′55″O / 42.53944, -88.36528. Según la Oficina del Censo de los Estados Unidos, Bloomfield tiene una superficie total de 86.31 km², de la cual 84.15 km² corresponden a tierra firme y (2.5%) 2.16 km² es agua.

## Demografía
Según el censo de 2010, había 6.278 personas residiendo en Bloomfield. La densidad de población era de 72,74 hab./km². De los 6.278 habitantes, Bloomfield estaba compuesto por el 91.18% blancos, el 1.37% eran afroamericanos, el 0.43% eran amerindios, el 0.41% eran asiáticos, el 0.05% eran isleños del Pacífico, el 4.35% eran de otras razas y el 2.21% pertenecían a dos o más razas. Del total de la población el 11.13% eran hispanos o latinos de cualquier raza.